# Swedish House Mafia
Swedish House Màfia, freqüentment abreujat com SHM, és un grup format per Axwell, Steve Angello i Sebastian Ingrosso, tres discjòqueis i productors discogràfics que resideixen a Estocolm (Suècia). A més són els creadors i fundadors de grans segells discogràfics: Axwell de Axtone Records, Steve Angello de Size Records, i Sebastian Ingrosso de Refune Records.
La formació del grup es va donar a conèixer al maig de 2009 amb la publicació del seu primer senzill, Leave the World Behind, que va ser un èxit de vendes a Europa. La seva bona acceptació va fer que la discogràfica EMI signés un acord amb el grup per a gravar el seu primer disc, Until One, que va sortir a la venda el 25 d'octubre de l'any següent. Posteriorment el grup va gravar un segon àlbum Until Now, publicat el 2012. Aquest mateix any el grup va anunciar a través del seu propi lloc web la seva última gira i separació. La seva última actuació com a grup va ser al festival Ultra Music Festival (UMF) a Miami. El grup es va dissoldre finalment al 2013

## Història

### Origen
El grup va sorgir quan Axwell, productor i DJ, va conèixer a la capital sueca a Sebastian Ingrosso, qui més tard li va presentar al tercer integrant, Steve Angello. Els tres comptaven amb una prestigiosa carrera com a discjòqueis, i van començar a col·laborar junts en cançons com Get Dumb (2007) i Leave the World Behind (2009). No obstant això, no va ser fins a començaments del 2010 quan van pensar seriosament en formar el grup. Una vegada que la idea va madurar, la nova banda es va denominar "Swedish House Màfia" (traduïble com Màfia Sueca de l'House). Axwell va explicar en una entrevista per al diari Daily Rècord que el nom del grup va sorgir pels comentaris de la gent: «Algunes persones a Estocolm deien 'Qui es creuen que són? ¿La màfia sueca del house? ' I la gent va començar a usar aquest nom per referir-se a nosaltres. » Al principi el grup comptava també amb Eric Prydz, però aquest va deixar de ser membre actiu quan es va traslladar a Londres. Malgrat això, Prydz ha col·laborat en diversos temes i remescles.

### Èxits
El primer senzill de Swedish House Màfia va ser One, que posteriorment va comptar amb versió vocal -One (Your Name) - per a la qual va col·laborar el raper Pharrell. El tema es va publicar oficialment el 6 de juny de 2010 a Suècia, mentre que la vocal va sonar en les ràdios europees un mes després. La cançó va ser un èxit de vendes a Europa, amb un número u als Països Baixos i un segon lloc en la UK Dance Chart britànica com posicions més destacades. 
El seu èxit de vendes va cridar l'atenció de la discogràfica EMI, que va signar un acord amb el grup per gravar un disc, que seria distribuït per Universal Music per Europa i Amèrica. El seu primer treball, Until One, va sortir a la venda el 25 d'octubre de 2010, i està format per temes propis i mashups.3 Aquest mateix any, van ser guardonats amb un premi MTV Europe Music al millor artista suec. El supergrup va aconseguir en 2011 la desena posició en l'enquesta anual realitzada per la revista DJmag.4 En l'enquesta del 2012 van baixar dues ubicacions allotjant-se en el dotzè lloc.

### Separació
A finals de setembre de 2012, la banda va anunciar les dates de la seva última gira One Last Tour, que va començar el 16 de novembre a Dubai i va finalitzar el 9 de març de 2013, al Parc Històric de Los Angeles, EUA. Les seves dues últimes actuacions van tenir lloc al Ultra Music Festival a Miami, el 16 i 24 de març de 2013. Juntament amb les dates d'aquesta gira, va sortir a la venda el seu segon àlbum compilatori Until Now en què recopila els grans èxits de la banda, i dels seus 3 membres per separat a l'abril de 2013, Axwell i Sebastian Ingrosso es van ajuntar de nou per crear el projecte musical Departures, una festa que se celebra a l'hotel Ushuaia, a Eivissa, i per la qual cada estiu passen grans artistes com Alesso, Dirty South, Thomas Gold o Calvin Harris, a més de molts altres més. Actualment, Axwell i Sebastian Ingrosso actuen conjuntament, sota el nom artístic de Axwell Λ Ingrosso, davant Steve Angello que desenvolupa la seva carrera a solitari.

### Retorn 2018-2019
Al març del 2018, Swedish House Mafia van actuar junts per primera vegada en cinc anys per sorpresa a l'Ultra Music Festival. A finals de l'any van anunciar les primeres dates d'una gira pel 2019, que començaria al mes de Maig amb tres dates a Estocolm i acabaria el mes de setembre a Singapur. Durant les actuacions de la gira van estrenar diverses produccions inèdites però cap d'elles va veure la llum de manera oficial.

### 2021: Retorn definitiu i Paradise Again
El 13 de Juliol de 2021, van anunciar el seu retorn a través de cartells promocionals que van aparèixer a diverses ciutats arreu del món com Estocolm, Nova York o Londres. Aquella mateixa setmana, en una entrevista ala revista musical estatunidenca Billboard, van anunciar la seva intenció de publicar un nou àlbum, anomenat Paradise Again, abans que acabi el 2021. El 15 de Juliol, SHM publicava el primer avançament del disc: It Gets Better, el primer senzill del trio des del 2012. Tot just uns dies després, el 19 de Juliol, van presentar un segon senzill del disc: Lifetime, en col·laboració amb Ty Dolla Sign i 070 Shake.

## Discografia
- Until One (2010)
- Until Now (2012)